# Kitta, Basavakalyan
Kitta là một làng thuộc tehsil Basavakalyan, huyện Bidar, bang Karnataka, Ấn Độ.